# Abdul Aziz Muammar
Abdul Aziz Muammar (* 1919; † 1984 in Ankara) war ein saudischer Diplomat.
Muammar stammte aus einer prominenten Familie der Hejaz. Sein Vater war ein Berater von Abd al-Aziz ibn Saud.

## Studium
Er hatte einen Abschluss in Wirtschaftswissenschaft der American University of Beirut.

## Werdegang
1953 war er Anführer eines Streiks bei Aramco. 1955 arbeitete er für das Finanzministerium, als er ohne Angaben von Gründen verhaftet wurde. Gängige Gegenstände von Untersuchungsverfahren waren Mitgliedschaft bei den Kommunisten, Ba'athist oder antiroyalistischen Sympathien. Ohne Anklageerhebung wurde er nach ein paar Monaten aus der Haft entlassen. 1958 berief in Saud ibn Abd al-Aziz zu seinem Berater. Gegen Ende Dezember 1960 wurde er als der mächtigste Bürger in Riad eingeschätzt. Ronald Irwin Metz, der Geschäftsführer von Saudi Aramco, berichtete, dass al-Muammar ein „Mann sei, der sehr gut weiß, dass er Macht und Einfluss besitzt“. Einige Aramcons hielten ihn für einen Radikalen oder gar Kommunisten, aber Metz beschrieb seine Ideen über Planung und Entwicklung als etwas, das dem Sozialismus der Ba'ath-Partei ähnelte. Metz war erstaunt, dass ein solcher Mann zum Torwächter des Königs geworden war. Al-Muammar selbst erklärte Metz, dass „Seine Majestät sagte, dass jetzt, wo er alles, was er sich nur wünschen könne, in Palästen und anderen Luxus, der einzige weitere Wunsch in seinem Leben ist, etwas für die Menschen zu erreichen …“
Sowohl das US-Außenministerium als auch Aramco-Beamte beschrieben ihn als feurig und idealistisch. Nach Interviews mit al-Muammar stufte George Lenczowski (* 2. Februar 1915; † 19. Februar 2000) ihn gegenüber einem Beamten des Außenministeriums, als „radikalen und emotional unausgewogenen arabischer Nationalist“ ein.
Um 1960 war er der führende Architekt einer kurzlebigen politischen Liberalisierung.
Von 26. Mai 1961 bis 1963 war er Botschafter in Bern. Über die Amtszeit von Faisal ibn Abd al-Aziz 1964 bis 1971 war er bis 1975 zwölf Jahre inhaftiert.